# Středověké umění v Čechách a střední Evropa 1200–1550
Středověké umění v Čechách a střední Evropa 1200–1550 je název stálé expozice Sbírky starého umění Národní galerie umístěné v klášteře sv. Anežky České v Praze.

## Historie sbírky
Základy sbírky pocházejí již z počátku 19. století, kdy do ní získala první díla Společnost vlasteneckých přátel umění. Obrazárna sídlila nejprve ve Šternberském paláci a od roku 1885 v Rudolfinu. Samotná sbírka vznikala nákupy (např. Třeboňský oltář), dary (např. Puchnerova archa) a již od doby meziválečné byla obohacována také zápůjčkami. O nákup cenných děl se zasloužili zejména ředitelé Státní sbírky starého umění Vincenc Kramář a Josef Cibulka. Po zřízení Národní galerie roku 1949 se součástí sbírky stala také řada konfiskovaných děl z církevního či soukromého majetku. Tato díla byla po roce 1990 vrácena právoplatným vlastníkům, některá nicméně zůstala součástí expozice jako zápůjčky nebo dary.
V 60. letech se o kvalitní akvizice pozdně gotického umění zasloužil zejména ředitel Jiří Kotalík. Ten také inicioval rekonstrukci Jiřského kláštera pro potřeby Národní galerie a nová stálá expozice starého českého umění zde sídlila od roku 1975 do konce 90. let. Po roce 1990 se podařilo získat některé cenné exponáty sbírky také nákupem v zahraničí.
Roku 2000 byla nová expozice středověkého a raně renesančního umění otevřena v Klášteře sv. Anežky České.

## Dlouhodobá expozice sbírky starého umění
Expozice představuje chronologický přehled nejvýznamnějších zachovaných děl českého sochařství a deskové malby od doby vlády posledních Přemyslovců (1200–1310) přes období vrcholné gotiky z doby Karla IV. a Václava IV., doby pohusitské, Jagellonské gotiky až do poloviny 16. století a panování Ferdinanda I. Habsburského. Sochy a obrazy doplňují některá díla středověkého uměleckého řemesla jako relikviáře, monstrance a výšivky, dále pak vitráže, grafické listy a díla vybraných autorů z oblasti Porýní či Saska.

### Přemyslovské umění
Nejstarším dílem expozice a zároveň nejstarší zachovanou dřevěnou sochou v Čechách je Madona z Klobouk (1200-1230). Sochařská díla z přelomu 13. a 14. století prozrazují západoevropskou orientaci dvorského umění Přemyslovců a jsou odvozena z tehdejší francouzské nebo švábské kamenné plastiky (Rouchovanská madona (kolem 1300), Strakonická madona (1. třetina 14. stol.), sv. Dobrotivá (před 1327)).

### Umění v době Jana Lucemburského

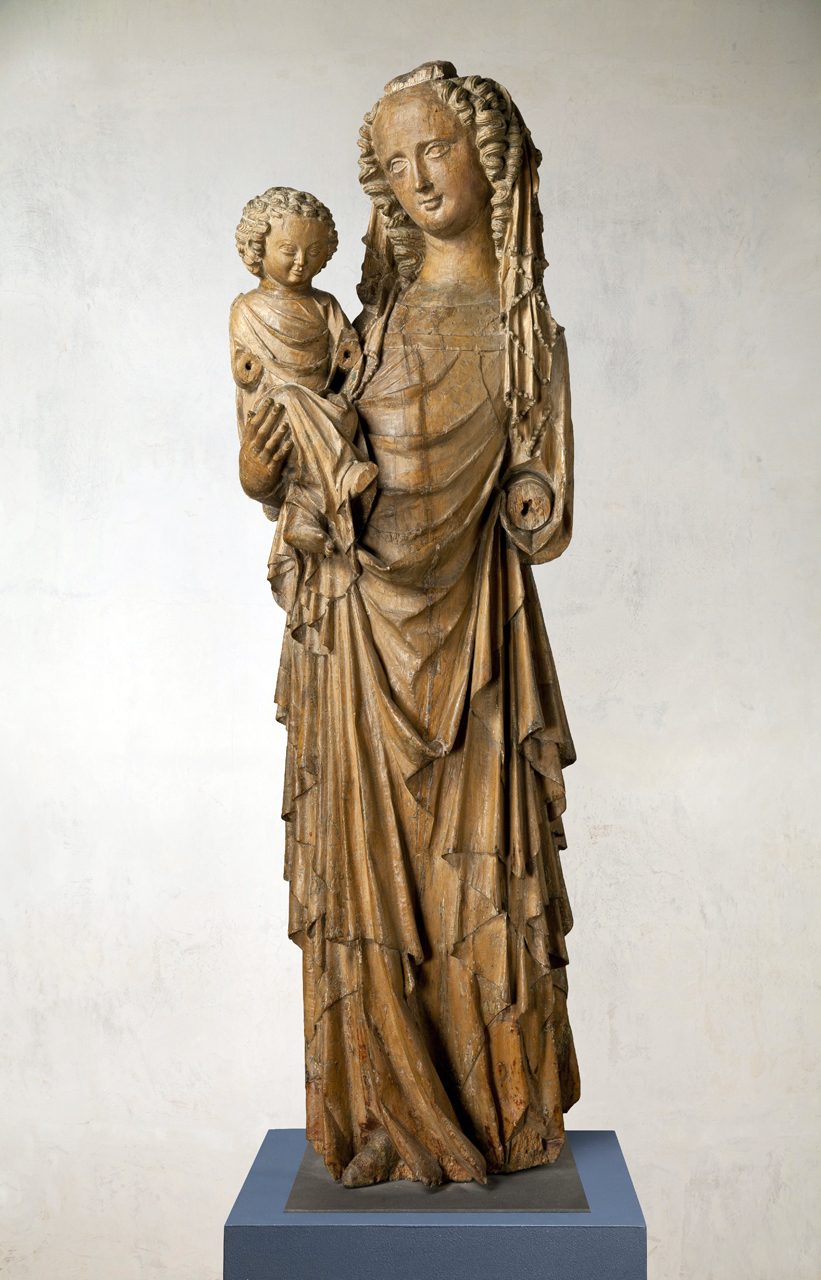
Michelská madona

V době panování Jana Lucemburského působil na Moravě nebo v Praze anonymní sochař vyškolený v Porýní, známý jako Mistr Michelské madony. Z jeho dílny, která byla činná až do doby nástupu Karla IV. pochází více než tucet dřevořezeb (Michelská madona, Madona z Prostějova, Madona z Hrabové).

### Dvorní umění Karla IV.

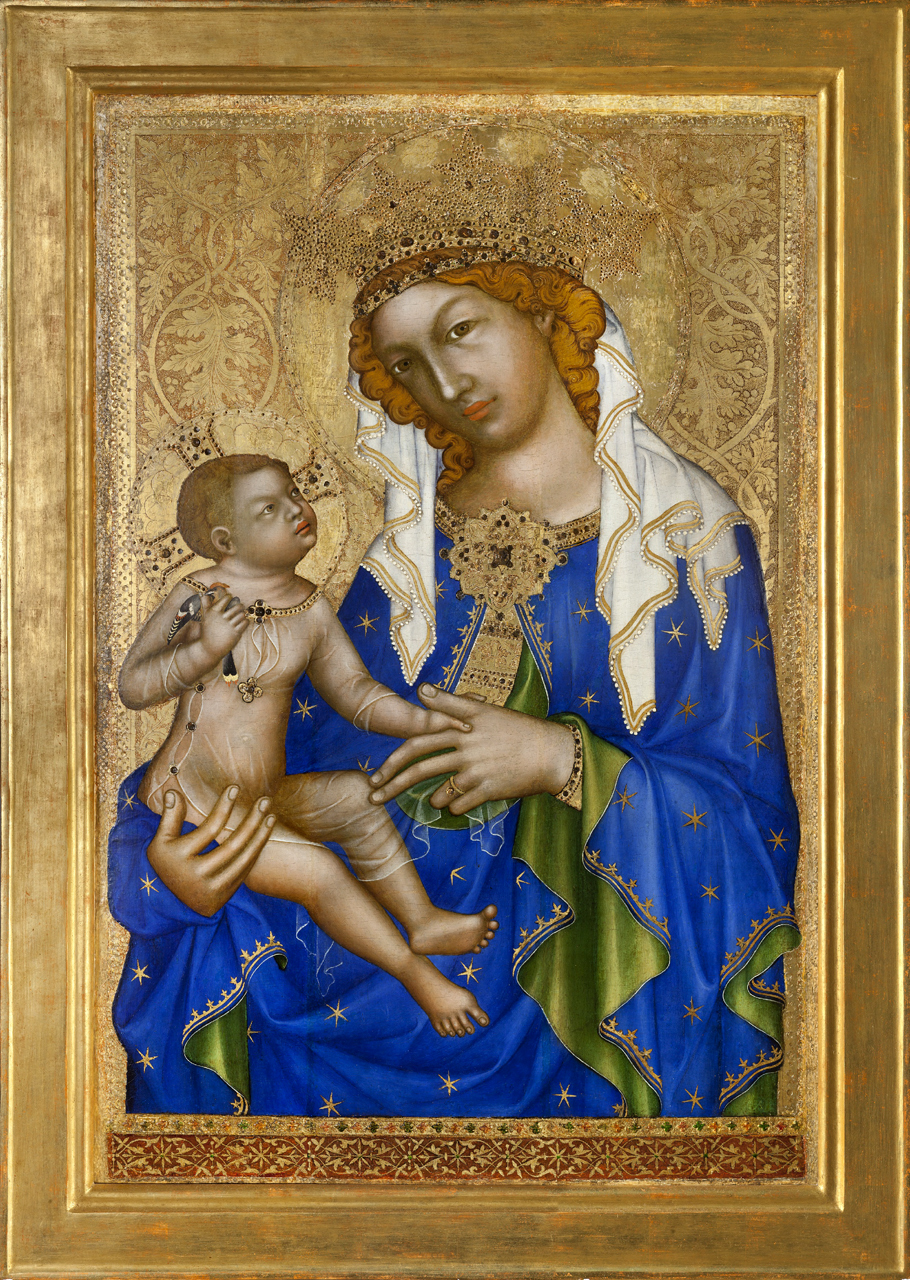
Zbraslavská madona (1360)

V prostředí dvora Karla IV. se vyvinul specificky český typ mariánského milostného obrazu, který navazuje na italizující vzory, reprezentované v nejčistší podobě Mosteckou madonou (před 1350). Rané mariánské obrazy byly spojeny s prostředím cisterciáckých klášterů a představují osobitou syntézu západoevropských a italských vlivů (Zbraslavská madona, 1340–50, Madona z Veveří, 1345 - 50). Z cisterciáckého kláštera ve Vyšším Brodě pochází také rozsáhlý soubor deskových obrazů, nazývaný Vyšebrodský cyklus (1345-1350), určený patrně pro umístění na chórové přepážce tamního kostela. Autor a jeho dílna pracovali pro nejvyššího komořího Petra I. z Rožmberka.

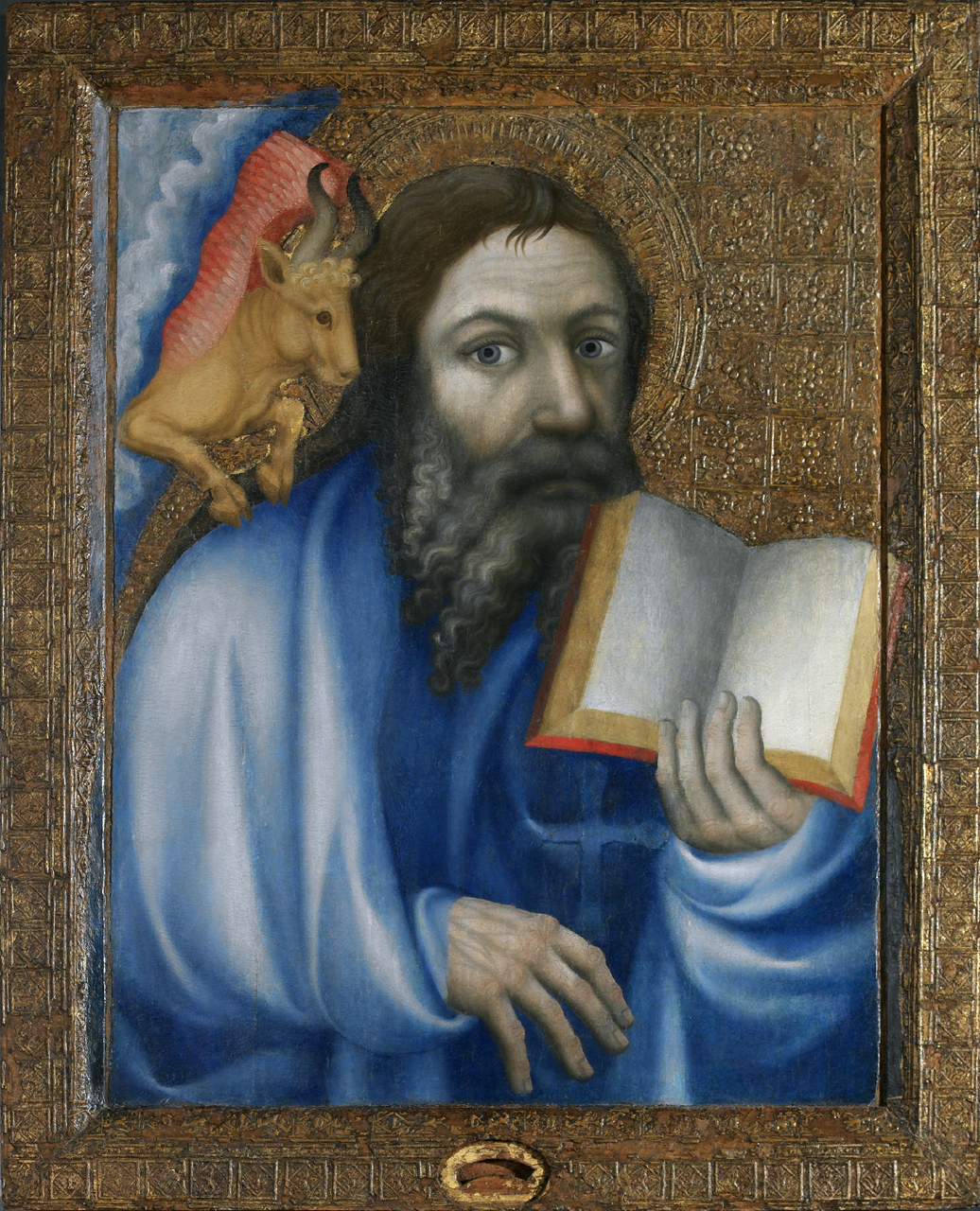
Svatý Lukáš Evangelista (Mistr Theodorik)

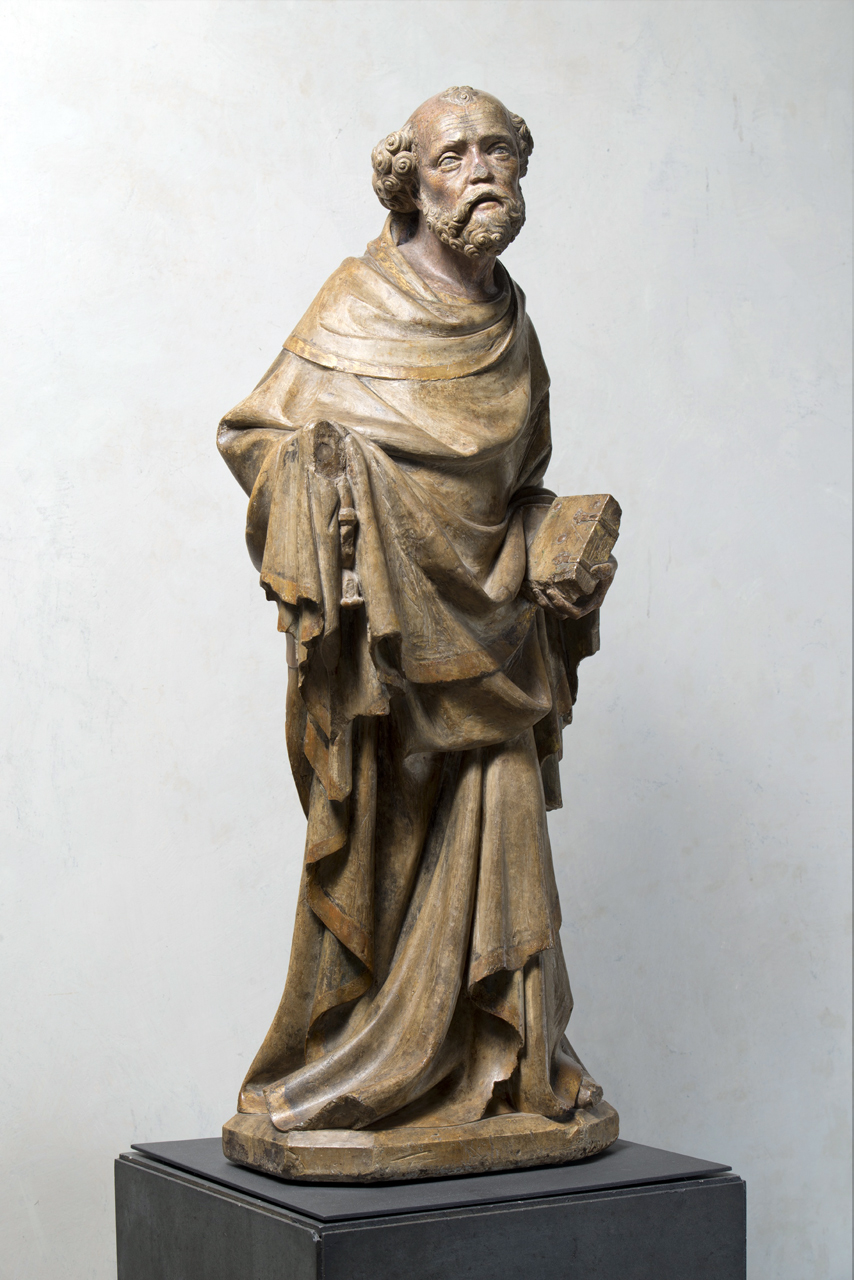
Sv. Petr ze Slivice

Umělci na dvoře císaře Karla IV. prováděli zejména nástěnné malby v kaplích a komnatách nově založených hradů. Na hradě Karlštejn se zachoval největší ucelený soubor deskových obrazů, pocházející z dílny Mistra Theodorika, hlavního představitele měkkého slohu. V expozici je zastoupen několika ikonograficky významnými díly (Sv. Kateřina, Sv. Lukáš Evangelista, Sv. Matouš, Sv. Karel Veliký, 1360–1364). K Theodorikovým spolupracovníkům patřil autor obrazu Ukřižování z Emauzského kláštera (kolem 1370) a od generačně spřízněného umělce pochází také Votivní obraz Jana Očka z Vlašimi (1370–71), kde jsou realisticky zobrazeni Karel IV., Václav IV. a jako donátor druhý pražský arcibiskup Jan Očko. Doznívající měkký sloh reprezentují sklomalby z kostela sv. Bartoloměje v Kolíně.
Z parléřovské huti, která pracovala na stavbě chrámu sv. Víta, pochází významná kamenná sochařská díla v chrámu samotném, sochařská výzdoba tympanonu Týnského chrámu a také Madona z nároží Staroměstské radnice. Té je jistými svými rysy blízká dřevořezba Madony ze Zahražan (1355–60), stejně jako některá mladší vystavená díla (Sv. Kunhuta ze Stanětic, 1365–70, torzo sv. Prokopa, Madona z Konopiště, 1360–70). Sochař Jindřich IV. Parléř, autor sochy světce v kapli sv. Václava, je považován za iniciátora tzv. krásného slohu, který se stal dominantním výtvarným stylem v době Václava IV. a ovlivnil celý středoevropský region.

### Předhusitské umění za vlády Václava IV.

Madona roudnická (1385–1390)

V oboru deskové malby je nejvýznamnějším zástupcem krásného slohu Mistr Třeboňského oltáře (po r. 1380). Kromě vystavených oboustranně malovaných částí Třeboňského oltáře – původního oltářního polyptychu, s pašijovými scénami a postavami světců, pochází z dílny tohoto mistra také Ukřižování ze sv. Barbory (konec 70. let). Vrcholným dílem tohoto malíře je Madona roudnická (1385-90) a bylo mu připsáno i autorství tzv. Církvické desky (kolem 1390).
V Praze ve stejné době působil sochař, označovaný podle svého hlavního díla, Madony ze Žebráku (kolem 1380). Ta tvoří řezbářský protějšek známějších opukových madon krásného slohu, jako je Krumlovská madona a její varianta z umělého kamene Madona z Halstattu, původem ze Salcburku.

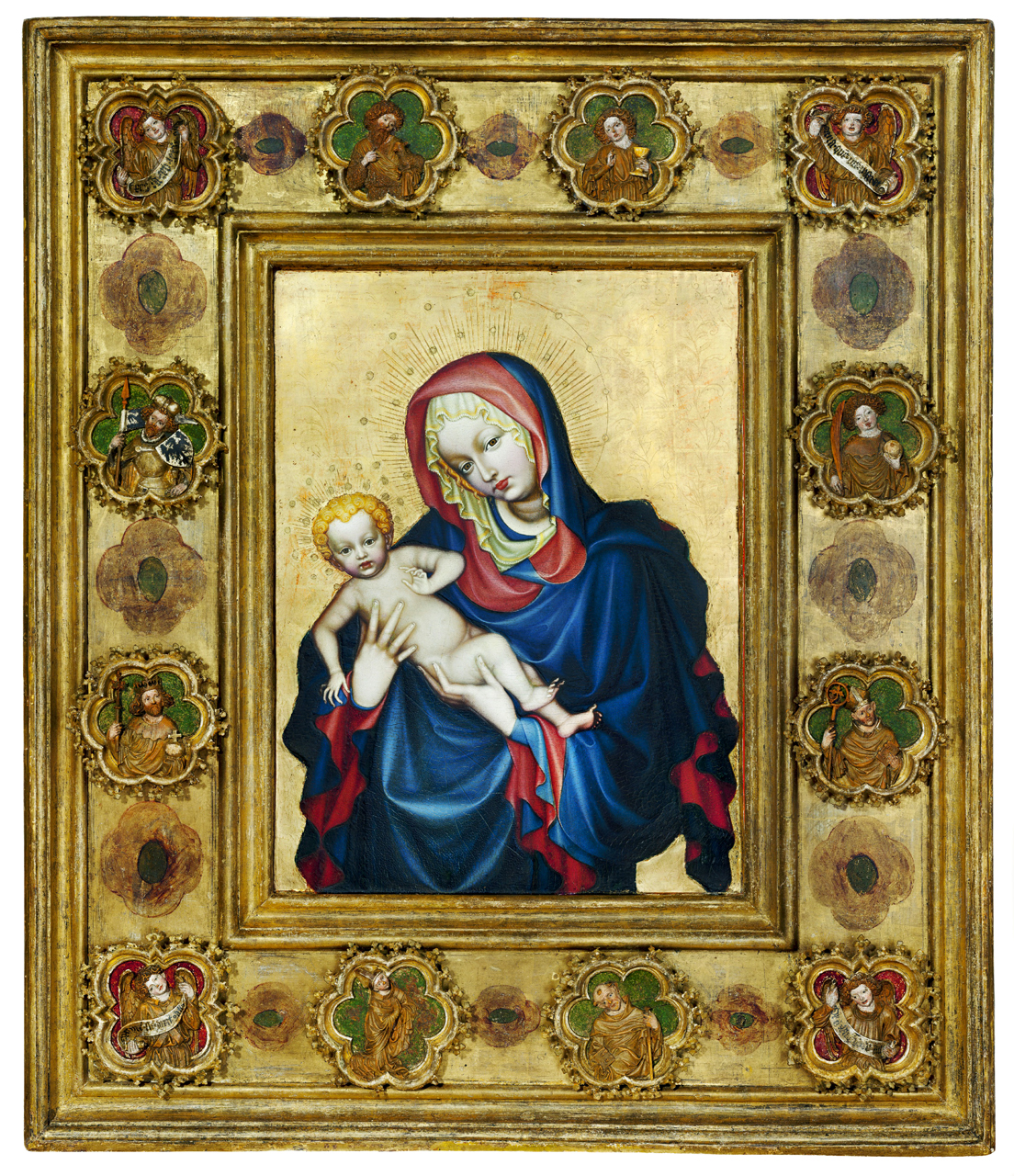
Madona svatovítská (kolem 1400)

Mistr Krumlovské madony je autorem sochy sv. Petra ze Slivice (kolem 1385).

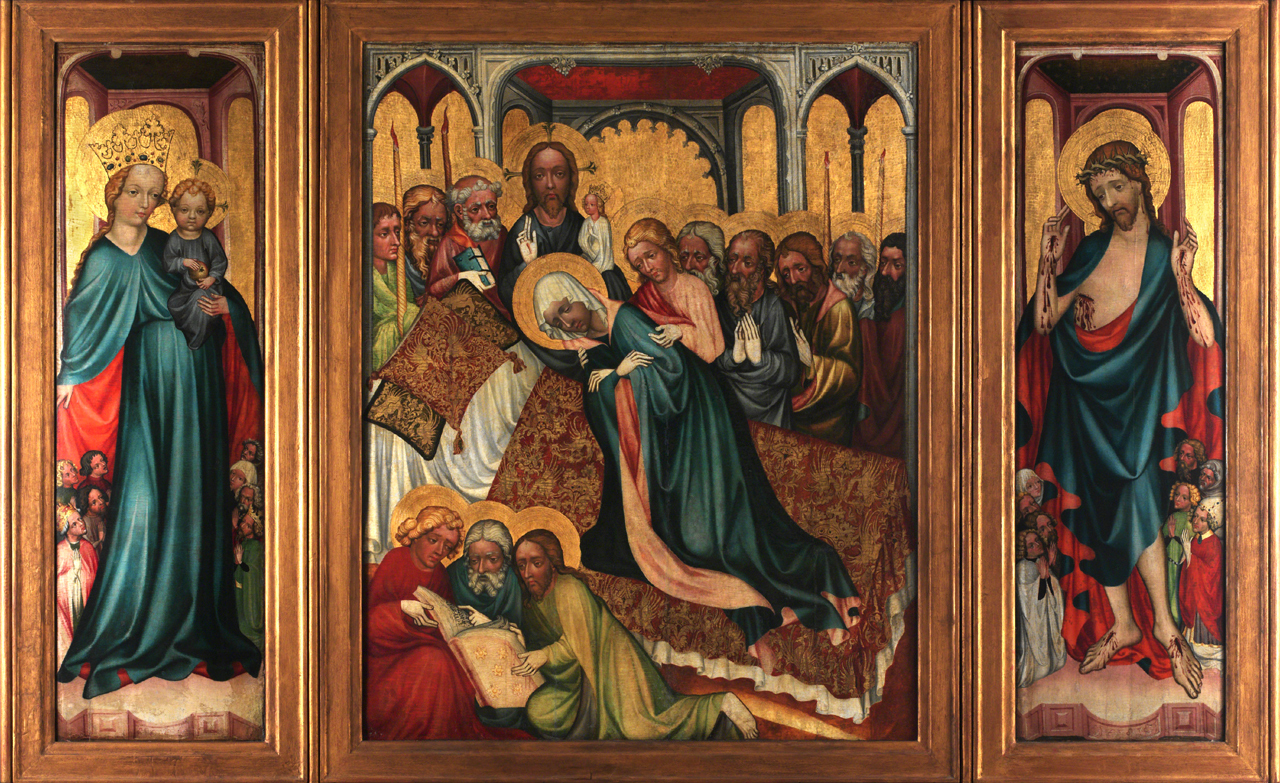
Roudnický oltář (1410-1420)

S dílnou Mistra Třeboňského oltáře souvisí nebo na ni navazuje autor Cibulkova triptychu (1380–90) a další deskové obrazy - Votivní deska z Dubečka (kolem 1390) a Epitaf Jana z Jeřeně (kolem 1395).
Vrcholným dílem pražského krásného slohu je Madona svatovítská (kolem 1400 nebo kolem 1415), jejíž rám je zdoben drobnými dřevořezbami světců. Vznikla patrně na zakázku pražského arcibiskupa Zbyňka Zajíce z Hazmburka a byla hojně kopírována (Madona lnářská, Madona svojšínská). Ze stejné doby pochází jeden z nejstarších kompletně dochovaných křídlových oltářních nástavců zv. Roudnický oltář (1410–1420).

### Období husitských bouří a Zikmunda Lucemburského

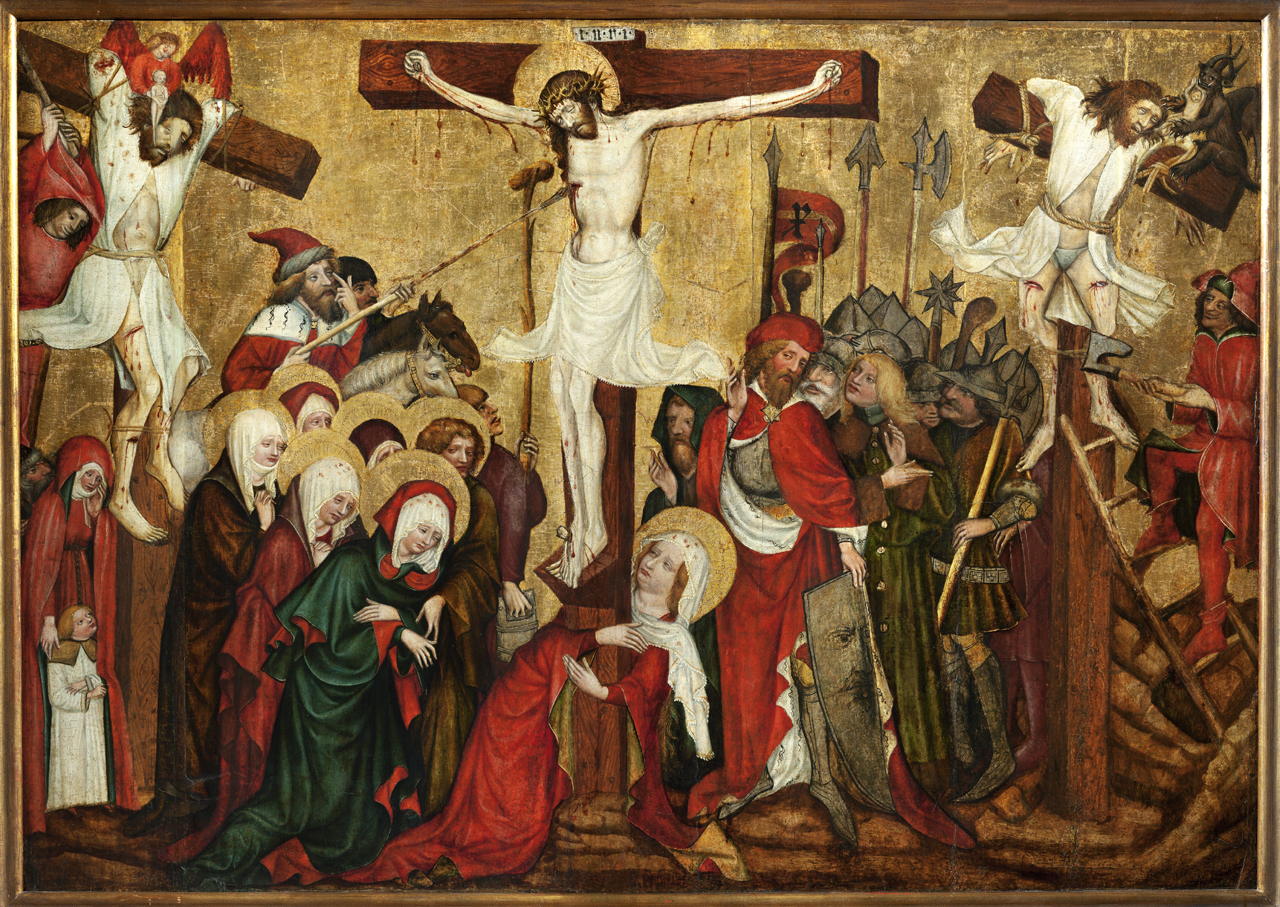
Ukřižování z Nových Sadů (Mistr Rajhradského oltáře)

V době náboženských bouří se těžiště umělecké tvorby přeneslo do Jižních Čech, kde působili následovníci Mistra Třeboňského oltáře (Oltář z Hýrova, 1430–40, Oltářní triptych sv. Jana Křtitele, Reininghausův oltář). Vliv franko-vlámského realismu je patrný v díle malíře, který působil na Moravě nebo v pražské dílně za panování císaře Zikmunda, a je pomocně pojmenován podle svého hlavního díla zvaného Rajhradský oltář (kolem 1440). Z jeho dílny pochází také soubor osmi deskových obrazů, které tvořily Oltář svatojakubský (1436–37). Vůdčí postavou pražského sochařství v období po potlačení husitského hnutí byl Mistr Týnské Kalvárie (Sv. Jan Evangelista). V katolické Plzni působil autor Madony františkánské (1430), který navázal na tamější dílo krásného slohu, Madonu plzeňskou. Rakouské umění 30. let a paralelu k dílu Mistra rajhradského oltáře reprezentuje Epitaf zlatníka Walocha (1434), pocházející od Mistra votivního oltáře ze St. Lambrecht.

### Umění pozdní gotiky v přechodném období
Povahu malířské a sochařské tvorby s centry v Jižních a Západních Čechách ovlivňovalo tamější katolické prostředí a silný mariánský kult (Assumpta z Deštné, 1450, Assumpta Lannova). Ve františkánském prostředí vznikl typově tradiční obraz milostné madony Madona krumlovská (po 1450). V Západních Čechách působil Mistr Ukřižování ze sv. Bartoloměje, který přišel z Norimberka a přinesl sem vliv nizozemského realismu (Světice, před 1450) a dále sochaři pocházející z okruhu ulmského Hanse Multschera a Mistra z Berghofenu (Trůnící madona, 1440, Bolestná P. Marie, 1450, Madona 1460).
Z významné norimberské dílny Hanse Pleydenwurffa, ve které se vyučil Michael Wolgemut, pochází obrazy Assumpta s donátory (1457) a Stětí sv. Barbory (1465). Michael Wolgemut později dílnu převzal a zaměstnával také Albrechta Dürera a Veita Stosse.

### Pozdní gotika do r. 1490
Jagellonská dynastie vědomě navázala na dobu Karla IV. a započatá velkorysá přestavba Pražského hradu a potřeba reprezentace přivedla do Čech umělce ze zahraničí (Hans Spiess, Benedikt Ried). Stěžejním malířským dílem ze 70. let je Svatojiřský oltář. Dílna, ve které vznikl, byla dobře obeznámena s nizozemským uměním a měla vztahy k norimberské malbě. Pro období pozdní gotiky bylo charakteristické užívání grafických předloh, jejichž autory byli Monogramista E.S. (P. Marie Klasová, 1480), Israhel van Meckenem (Thunovský triptych, 1480), Martin Schongauer a po něm také Albrecht Dürer. Pro domácí deskové malířství byl významný kontakt s Vídní, odkud pochází obraz Stětí sv. Barbory (1480–90) od Mistra Winklerova epitafu a oblastí Salcburku (Korunování P. Marie, 1480-1490, Mistr oltáře z Grossgmain).
Soubor deskových maleb, tzv. Puchnerova archa (1482) původně tvořil hlavní oltář staroměstského kostela křižovníků.
Sochařská tvorba byla kromě Prahy soustředěna v severočeské Kadani (Ukřižovaný, Čtrnáct sv. Pomocníků, 1480), na Litoměřicku (oltář z Duban, 1470), nebo v jihozápadních Čechách a udržovala kontakty se švábskou a hornorakouskou oblastí, jak je patrné na provedení Velhartické archy (1490-1500). Kvalitní řezba sv. Biskup (1500) pochází z okruhu dílny Michaela Erharta. Na Moravě byl patrný silný vliv vídeňského sochařství Gerhaerta van Leyden (Oplakávání Krista, 1480–90), Veita Stosse a vratislavské dílny Jakoba Beinharta st. (Reliéf Narození Krista, Mistr olomouckých madon).

### Centra církevní a měšťanské kultury od přelomu 15. a 16. století
Vedle arcibiskupské Olomouce, kde působil významný sochař označovaný jako Monogramista PH, byly hlavními uměleckými centry severní a západní Čechy spjaté s Norimberkem (Assumpta z Chebu) a Saskem (Mistr Týneckého Zvěstování).
Některá umělecká díla byla importována ze zahraničí. Z okruhu würzburské dílny Tilmana Riemenschneidera pochází socha sv. Biskupa (kolem 1500). Saský původ mají Predela Švihovských a Želinský oltář z dílny Hanse Hesse či reliéf Klanění (kolem 1520) Petera Breuera. Ze Saska pocházel také řezbář označovaný jako Mistr Doksanského oltáře (Vítězný Kristus, kolem 1520) nebo Pancratius Grueber. Socha Ukřižovaného (kolem 1520) byla dříve připisovaná saskému Ulrichu Creutzovi, později neznámému mistru označovanému „Mistr kadaňských ukřižovaných“.
Následovník Lucase Cranacha st. (Pražský oltář, fragment - NG Šternberský palác), známý jako Monogramista I.W. je autorem Votivní desky Kašpara Kašpárka (1538).

### Malířství a sochařství mezi gotikou a renesancí

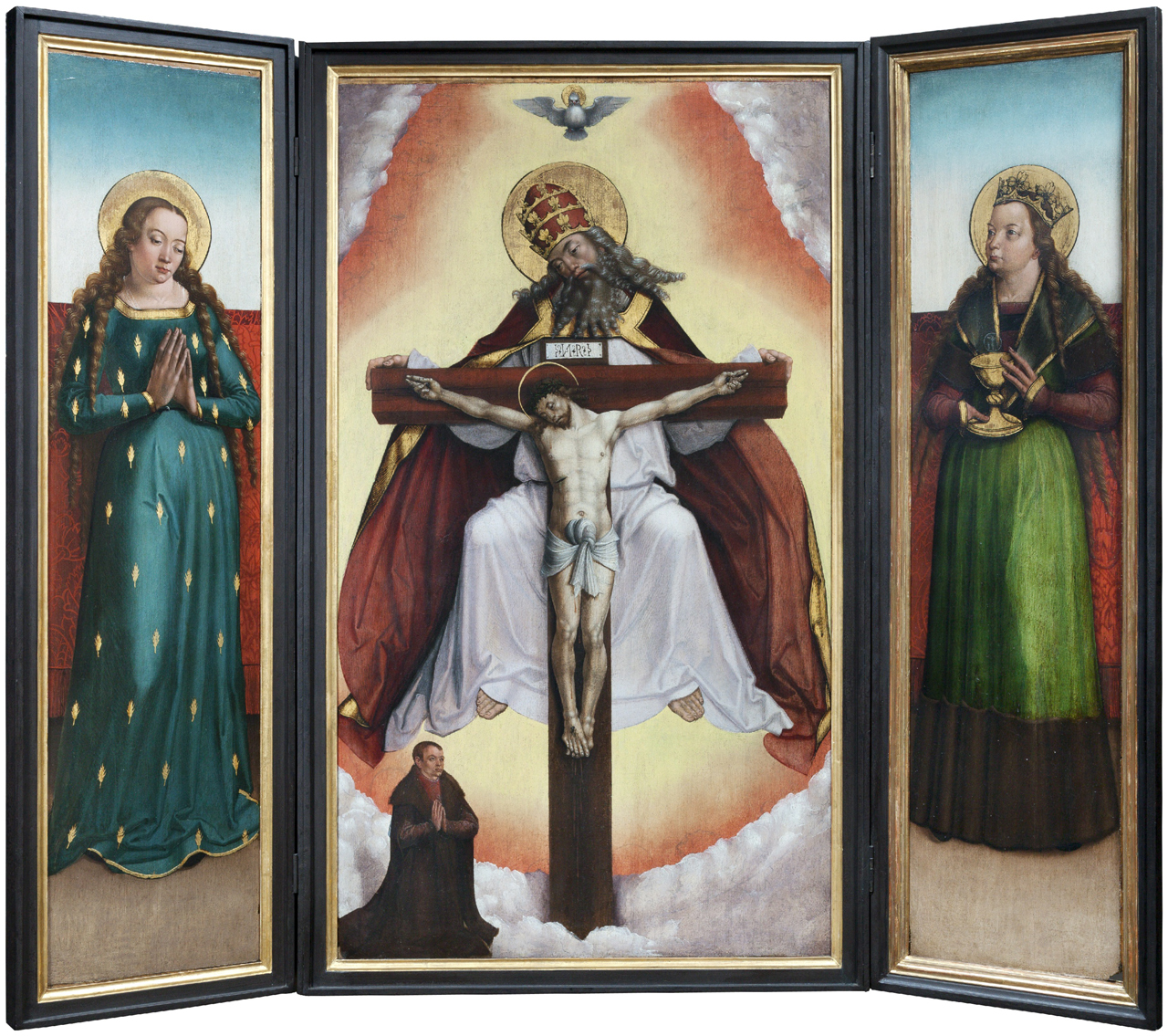
Oltář s Nejsvětější Trojicí (Mistr Litoměřického oltáře)

Nejvýznamnější malíř jagellonského královského dvora, Mistr Litoměřického oltáře, je jako žák a spolupracovník spojován s Mistrem Křivoklátského oltáře (kolem 1490). Jeho díla (sv. Ondřej, kolem 1500, Oltář s Nejsvětější Trojicí, kolem 1510, Svatokateřinský oltář, kolem 1515) svědčí o dobrém obeznámení s nizozemskou, porýnskou a italskou malbou. Znovuoživení kultu zemských patronů dokládají dvě významné řezbářské práce z doby kolem roku 1500, Relikviářové busty sv. Václava a sv. Vojtěcha.
Mezi lety 1490–1540 ovlivňovala celý středoevropský region tzv. Podunajská škola: Lucas Cranach st., Wolf Huber, Albrecht Altdorfer (Mučení sv. Floriána, kolem 1525) a Norimberk (Hans Burgkmair st., Albrecht Dürer). Rozšíření grafických listů Albrechta Dürera jako malířských vzorů dokládá Ukřižování Mělnické (kolem 1510).

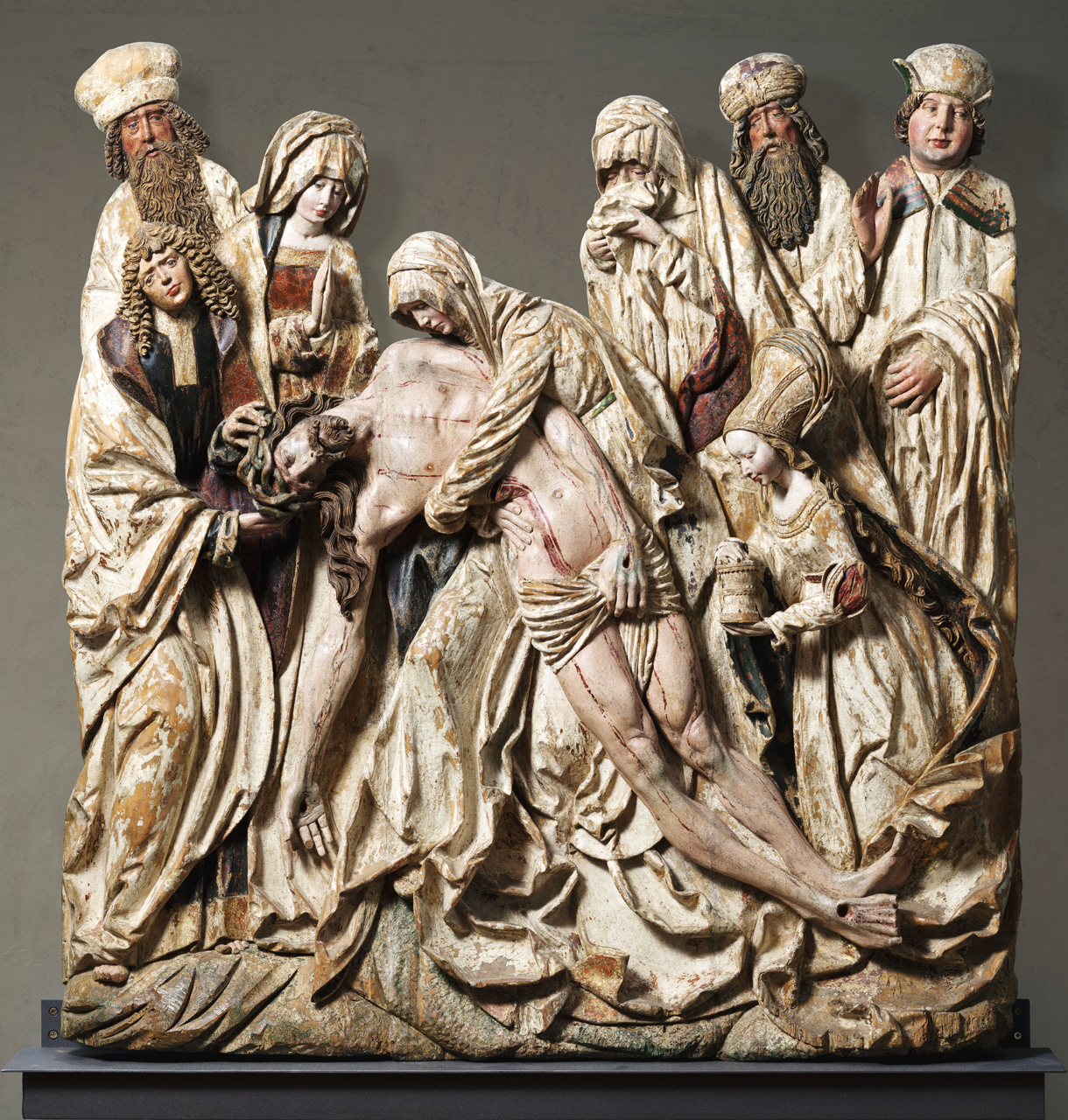
Oplakávání Krista ze Žebráku

Kompoziční schémata grafických předloh přejímalo i sochařství. Nejvýznamnějšími řezbáři, působícími na jihu Čech byli Mistr Oplakávání Krista ze Žebráku (1500-1510) a jeho žák, Mistr Oplakávání Krista ze Zvíkova (Madona z Černívska, sv. Linhart, kolem 1520). Podunajské řezbářství zastupuje Mistr Kefermarktského oltáře (Sedící P. Marie, kolem 1480), se kterým souvisí autor soch Piety (kolem 1510) a zemských patronů sv. Zikmunda a sv. Václava z Kadova (1505-1515), a také domácí řezbáři vyškolení v Podunají – Mistr Sedleckého kladení do hrobu (sv. Anna Samotřetí, kolem 1520) a Mistr mariánského oltáře ze Seebergu (sv. Markéta, 1520–1530).
Nejvýznamnějším sochařským dílem z doby kolem roku 1520 je kompletní a výborně zachovaný soubor řezeb podunajského Monogramisty IP, označovaný jako tzv. Zlíchovský oltář (1521-1525). Od něj pochází také drobný monogramem signovaný reliéf Navštívení Panny Marie. Komorní expresivní socha neznámého autora Smrtka – Vanitas (kolem 1530) expozici zakončuje.

## Významná díla ve sbírce

### Sochařství
Michelská madona, Madona ze Zahražan, Madona ze Žebráku, Sv. Petr ze Slivice, replika Krumlovské madony, Archa z Velhartic, Reliéf Narození Páně z Třebařova u Krasíkova, Oplakávání Krista ze Žebráku, Ukřižovaný Kristus (Mistr kadaňských Ukřižovaných), Relikviářové busty sv. Vojtěcha a sv. Václava, Votivní oltář ze Zlíchova, Smrtka (Vanitas)

### Deskové malířství
Vyšebrodský cyklus, Madona zbraslavská, Třeboňský oltář, Madona roudnická, Madona svatovítská, Roudnický oltář, Svatojiřský oltář, Ukřižování z Nových Sadů, Oltář s Nejsvětější Trojicí (Mistr Litoměřického oltáře), Puchnerova archa, Mistr Theodorik (Svatý Lukáš Evangelista, Svatý Matouš Evangelista, Svatá Kateřina, Sv. Karel Veliký)